# Philippe Jarbinet
Philippe Jarbinet, né le 13 février 1965 à Liège (Wallonie), est un auteur de bande dessinée réaliste belge.

## Biographie
Philippe Jarbinet naît le 13 février 1965 à Liège. Lorsqu'il est enfant, il habite un petit village près de La Gleize, dans le nord des Ardennes. En 1982, il fait un grave accident de moto qui l'immobilise pendant sept semaines et il dessine. Lors de son rétablissement, il connaît son orientation. En 1984, après des études secondaires à l'Athénée royal de Verviers, section Langues,, Philippe Jarbinet poursuit des études de dessin et de scénario à l'Institut Saint-Luc à Liège, d'où il sort diplômé en 1987. En 1988, il fait de la pédagogie pour pouvoir enseigner. En 1989, après son service militaire effectué dans les transports, il est contacté par Guy Leblanc, alors directeur des éditions Blanco, en vue de travailler avec le dessinateur Franz (auteur de Jugurtha), il crée la série Sandy Eastern dont le 1er tome sort en 1992 sous le pseudonyme Jarby. Le second, bien que terminé, ne sera pas édité, à la suite de la faillite des éditions Blanco.
Philippe Jarbinet propose alors aux éditions Glénat une série dont il sera à la fois le dessinateur et le scénariste. Mémoire de Cendres paraît en 1995, dans la collection « Vécu ». Cette série raconte les aventures d'Héléna, jeune femme vivant dans le Languedoc au XIIIe siècle. On y découvre en toile de fond les événements liés à la croisade contre les Albigeois menée contre les cathares. Le 10e et dernier tome est sorti au début de l'année 2007.
Il réalise le lettrage des albums Black Hills de Yves Swolfs et Marc-Renier Warnauts.
En 2003, Philippe Jarbinet publie en tant qu'auteur complet la série Sam Bracken dont le héros est un avocat. Trois tomes sont publiés dans la collection « Grafica » aux éditions Glénat.
Il collabore, avec d'autres dessinateurs, à la série concept Une folie très ordinaire de Christian Godard, aux éditions Glénat 3 tomes de 2002 à 2004.
Après avoir essuyé un double refus de Glénat, Airborne 44, diptyque sur la Seconde Guerre mondiale réalisé en couleur directe à l'aquarelle, est publié par les éditions Casterman en septembre 2009. En mai 2010, il reçoit pour ce premier diptyque le prix du meilleur album de l'année au festival de Toulouse et en octobre, celui du meilleur scénario au festival international de la bande dessinée de Chambéry,,. Le deuxième diptyque se focalise sur le débarquement à Omaha Beach et la Bataille de Normandie. Le troisième évoque la Grande Dépression et le Siège de Bastogne. Le quatrième a pour cadre général la chute de l'Allemagne en 1945 et les armes nouvelles. Le racisme et la ségrégation constituent le thème du cinquième diptyque.
En 2014, il réalise les dessins de la scénographie du Bastogne War Museum,. À l'occasion de la célébration du centenaire de la Première Guerre mondiale, il conte le récit historique L’Adieu du Cavalier, l'histoire du lancier Antoine-Adolphe Fonck qui est la première victime de ce conflit dans l'ouvrage collectif Il était une fois 1914 publié par l'Abbaye de Stavelot,. Les planches sont exposées dans la même abbaye.
Depuis 1990, Philippe Jarbinet est aussi professeur de bande dessinée - scénario et dessin - , illustration, croquis d'après nature et techniques couleurs à l'Académie René Defossez de Spa.
Philippe Jarbinet est un dessinateur de bande dessinée réaliste classique, tout en y apportant sa note de modernité,, il se singularise par des scénarios où l’humain prime.
En termes d'influences, Philippe Jarbinet s’inspire grandement de Comès, Cosey, Dany, Giraud, Hermann, Manara, Pratt et bien d’autres.

### Vie privée
Philippe Jarbinet demeure à Verviers. Il est marié à Nicole, ils ont trois filles Romane, Estelle et Lou,.

## Publications

### Albums

#### En tant que scénariste et dessinateur

##### Mémoire de Cendres
- 1. Héléna, Glénat, coll. « Vécu », Grenoble, juillet 1995
Scénario, dessin et couleurs : Philippe Jarbinet -  (ISBN 2-7234-1968-1)
- 2. Cœur-de-Pierre, Glénat, coll. « Vécu », Grenoble, août 1996
Scénario, dessin et couleurs : Philippe Jarbinet -  (ISBN 2-7234-2140-6)
- 3. Rémy d'Orient, Glénat, coll. « Vécu », Grenoble, juin 1997
Scénario, dessin et couleurs : Philippe Jarbinet -  (ISBN 2-7234-2323-9)
- 4. Les Loups de Farnham, Glénat, coll. « Vécu », Grenoble, mai 1998
Scénario, dessin et couleurs : Philippe Jarbinet -  (ISBN 272342488X)
- 5. La Danse des géants[18], Glénat, coll. « Vécu », Grenoble, avril 1999
Scénario, dessin et couleurs : Philippe Jarbinet -  (ISBN 2723427471)
- 6. Montségur[19], Glénat, coll. « Vécu », Grenoble, janvier 2000
Scénario, dessin et couleurs : Philippe Jarbinet -  (ISBN 2723429512)
- 7. Calimala[20], Glénat, coll. « Vécu », Grenoble, janvier 2001
Scénario, dessin et couleurs : Philippe Jarbinet -  (ISBN 2-7234-3211-4),Réédition en 2007 avec autre visuel de couverture.
- 8. Le Printemps des assassins[21],[22], Glénat, coll. « Vécu », Grenoble, janvier 2002
Scénario, dessin et couleurs : Philippe Jarbinet -  (ISBN 2-7234-3453-2)
- 9. Leila[23], Glénat, coll. « Vécu », Grenoble, février 2003
Scénario, dessin et couleurs : Philippe Jarbinet -  (ISBN 2-7234-3764-7)
- 10. Le Bûcher[24], Glénat, coll. « Vécu », Grenoble, janvier 2007
Scénario, dessin et couleurs : Philippe Jarbinet -  (ISBN 978-2-7234-5571-8)

- Int. Première partie[25], Glénat, coll. « [Les Intégrales] », Grenoble, 4 mai 2011
Scénario, dessin et couleurs : Philippe Jarbinet -  (ISBN 978-2-7234-8053-6) — contient les tomes 1 à 5.

##### Sam Bracken
- 1. La Frontière du silence[26],[27],[28], Glénat, coll. « Grafica », Grenoble, novembre 2003
Scénario, dessin et couleurs : Philippe Jarbinet -  (ISBN 2-7234-4321-3)
- 2. Rouge combat[29],[30], Glénat, coll. « Grafica », Grenoble, janvier 2005
Scénario, dessin et couleurs : Philippe Jarbinet -  (ISBN 2-7234-4548-8)
- 3. Mélody Lynn[31], Glénat, coll. « Grafica », Grenoble, janvier 2006
Scénario, dessin et couleurs : Philippe Jarbinet -  (ISBN 2-7234-5077-5)

##### Airborne 44
- 1. Là où tombent les hommes[32], Casterman, Bruxelles, 23 septembre 2009
Scénario, dessin et couleurs : Philippe Jarbinet -  (ISBN 978-2-203-01372-8)
- 2. Demain sera sans nous[33], Casterman, Bruxelles, 23 septembre 2009
Scénario, dessin et couleurs : Philippe Jarbinet -  (ISBN 978-2-203-01388-9)
- 3. Omaha Beach[34],[5],[35], Casterman, Bruxelles, septembre 2011
Scénario, dessin et couleurs : Philippe Jarbinet -  (ISBN 978-2-203-03706-9)
- 4. Destins croisés[36],[37],[38], Casterman, Bruxelles, 22 février 2012
Scénario, dessin et couleurs : Philippe Jarbinet -  (ISBN 978-2-203-03707-6)
- 5. S'il faut survivre[39],[40],[41],[42], Casterman, Bruxelles, 23 avril 2014
Scénario, dessin et couleurs : Philippe Jarbinet -  (ISBN 978-2-203-07476-7)
- 6. L'Hiver aux armes[43], Casterman, Bruxelles, 14 octobre 2015
Scénario, dessin et couleurs : Philippe Jarbinet -  (ISBN 978-2-203-07532-0)
- 7. Génération perdue[44],[45], Casterman, Bruxelles, 22 novembre 2017
Scénario, dessin et couleurs : Philippe Jarbinet -  (ISBN 978-2-203-13381-5)
- 8. Sur nos ruines[46],[15],[47], Casterman, Bruxelles, 15 mai 2019
Scénario, dessin et couleurs : Philippe Jarbinet -  (ISBN 978-2-203-13382-2)
- 9. Black Boys[48],[49],[50],[51],[52], Casterman, Bruxelles, 7 avril 2021
Scénario, dessin et couleurs : Philippe Jarbinet -  (ISBN 978-2-203-21144-5)
- 10. Wild Men[53],[54],[55], Casterman, Bruxelles, 23 octobre 2022
Scénario, dessin et couleurs : Philippe Jarbinet -  (ISBN 978-2-203-23757-5)
- 11. M.I.A. - Missing In Action, Casterman, Bruxelles, 27 août 2025
Scénario, dessin et couleurs : Philippe Jarbinet -  (ISBN 978-2-203-25703-0)

#### En tant que dessinateur
Sandy Eastern sous le pseudonyme Jarby
- 1. Sandy Eastern, Blanco, Bruxelles, 1992
Scénario : Franz - Dessin et couleurs : Jarby -  (ISBN 2-87297-013-4)

### En revues
- Calimala t. 2, Mémoire de Cendre en noir et blanc dans Vécu[62] 2e série no 25 en 2001, 47 p..
- Airborne 44 t. 3 dans L'Immanquable[63] du no 6 de juin 2011 au no 8 d'août 2011 (prépublication).

### Para-BD
À l'occasion, Philippe Jarbinet réalise des affiches de festivals, portfolios, ex-libris, posters, jaquettes, cartes postales ou encore sous-bocks.

## Prix et distinctions
- 2010
  -  prix du meilleur album de l'année au festival de Toulouse pour Airborne 44[6],[8] ;
  -  Éléphant d'or, prix du meilleur scénario au Festival international de la bande dessinée de Chambéry pour Airborne 44[6],[7],[8],[66] ;
- 2019 :  Grand Prix Salon de la BD Fort-Mardyck[2].